# El Platanal (Villamar)
El Platanal es una localidad del estado mexicano de Michoacán. Es parte del municipio de Villamar.

## Demografía
| Gráfica de evolución demográfica |
|                                  |

| Censo | Población |
| ----- | --------- |
| 1900  | 699       |
| 1910  | 849       |
| 1921  | 773       |
| 1930  | 454       |
| 1940  | 913       |
| 1950  | 848       |
| 1960  | 1208      |
| 1970  | 1371      |
| 1980  | 1686      |
| 1990  | 2099      |
| 2000  | 2880      |
| 2010  | 2282      |
| 2020  | 2202      |